# المجلة الدولية لدراسات الشرق الأوسط
المجلة الدولية لدراسات الشرق الأوسط هي مجلة علمية، باللغة الإنجليزية، تصدرها جمعية دراسات الشرق الأوسط لأمريكا الشمالية، في الولايات المتحدة.

## روابط خارجية
- IJMES مكتب التحرير في مركز الدراسات العليا، جامعة ولاية نيويورك
- أرشيف على الإنترنت في مطبعة جامعة كامبريدج